# Robert Campbell
Robert Campbell var en psalmförfattare representerad i The Church Hymn Book 1872. Födelseåret okänt. Avled 1865.

## Psalmer
- Robert Campbell översatte år 1850 Fulberts (död 1029) latinska hymn "Chorus novae Jerusalem", diktad 1020 efter Kristus, till engelska Ye choirs of new Jerusalem (nr 491/1872).
- Samma år översatte han, också från latin, Ad regias Agni Dapes ur Romarbrevet till engelska At the Lamb's high feast, we sing (nr 700/1872).